# Elsenberg (Pinzberg)
Elsenberg ist ein Gemeindeteil der Gemeinde Pinzberg im Landkreis Forchheim (Oberfranken, Bayern).

## Geografie
Das im Erlanger Albvorland gelegene Dorf Elsenberg liegt etwas mehr als einen Kilometer ostnordöstlich des Ortszentrums von Pinzberg auf einer Höhe von 301 m ü. NHN. auf der Gemarkung Pinzberg.

## Geschichte
Bis zum Beginn des 19. Jahrhunderts unterstand Elsenberg der Landeshoheit des Hochstifts Bamberg. Die Dorf- und Gemeindeherrschaft wurde dabei vom Amt Forchheim als Vogteiamt ausgeübt. Auch die Hochgerichtsbarkeit stand diesem Amt in seiner Rolle als Centamt zu. Als das Hochstift Bamberg infolge des Reichsdeputationshauptschlusses 1802/03 säkularisiert und unter Bruch der Reichsverfassung vom Kurfürstentum Pfalz-Baiern annektiert wurde, wurde Elsenberg damit ein Bestandteil der bei der „napoleonischen Flurbereinigung“ gewaltsam in Besitz genommenen neubayerischen Gebiete.
Durch die Verwaltungsreformen zu Beginn des 19. Jahrhunderts im Königreich Bayern wurde Elsenberg mit dem Zweiten Gemeindeedikt 1818 ein Gemeindeteil der Ruralgemeinde Pinzberg.

## Verkehr
Eine aus dem Nordwesten von der Kreisstraße FO 17 kommende Gemeindeverbindungsstraße durchquert den Ort und führt als asphaltierter Feldweg ostwärts weiter zur Staatsstraße St 2236, in die sie südlich von Dobenreuth einmündet. Vom ÖPNV wird Elsenberg an einer Haltestelle der Buslinie 264 des VGN bedient. Die nächstgelegenen Bahnhöfe befinden sich in Kersbach an der Bahnstrecke Nürnberg–Bamberg und in Gosberg an der Wiesenttalbahn.

## Sehenswürdigkeiten

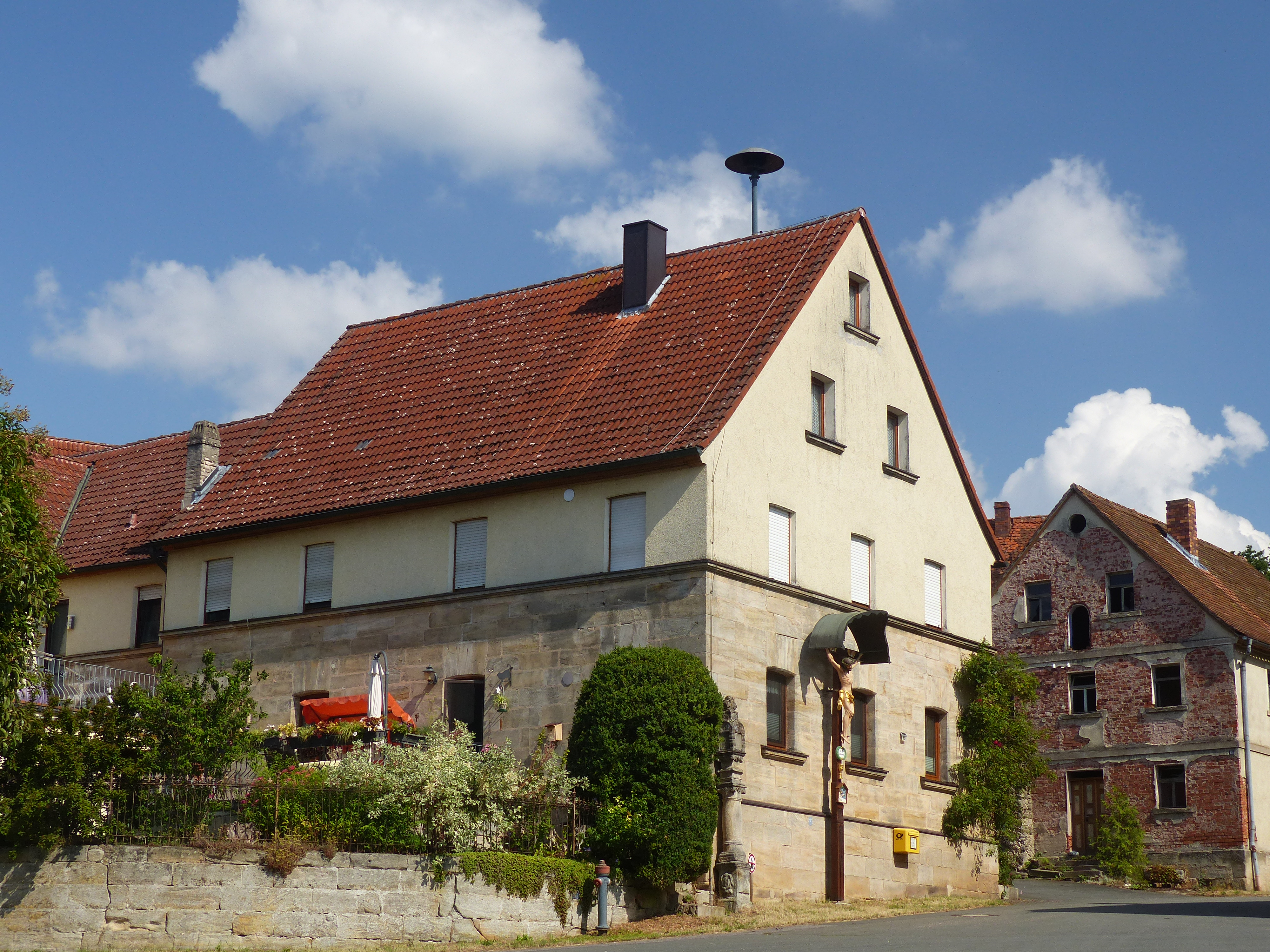
Aus der Zeit um die Mitte des 19. Jh. stammendes Bauernhaus

In und um Elsenberg gibt es 15 denkmalgeschützte Bauwerke, darunter eine Wegkapelle und mehrere Bauernhäuser und Fachwerkstadel.